# Dina Powell
Dina Habib Powell, född 12 juni 1973 i Kairo, är en amerikansk affärskvinna och politisk rådgivare.
Från 20 januari 2017 till januari 2018 var hon en av USA:s president Donald Trumps rådgivare. Hon lämnade administrationen i början av 2018.